# Kanlıca, Kozaklı
Kanlıca là một thị trấn thuộc huyện Kozaklı, tỉnh Nevşehir, Thổ Nhĩ Kỳ. Dân số thời điểm năm 2011 là 659 người.